# يوهانس بيل
جوهانس بيل (بالألمانية: Johannes Bell)‏ هو محامي وسياسي ألماني، ولد في 23 سبتمبر 1868 بإسن في ألمانيا، وتوفي في 21 أكتوبر 1949 في نفس البلد. حزبياً، نشط في حزب الوسط. وقد انتخب عضو مجلس الشورى الموحد بروسيا وانتخب عضو مجلس النواب الألماني للإمبراطورية الألمانية وانتخب عضو مجلس النواب الألماني للجمهورية فايمار.

## روابط خارجية
- يوهانس بيل على موقع مونزينجر (الألمانية)